# Austrosynapha spinata
Austrosynapha spinata är en tvåvingeart som beskrevs av Lane 1954. Austrosynapha spinata ingår i släktet Austrosynapha och familjen svampmyggor. Inga underarter finns listade i Catalogue of Life.